# Carpomya vesuviana
Carpomya vesuviana is een vliegensoort uit de familie van de boorvliegen (Tephritidae). De wetenschappelijke naam van de soort is voor het eerst geldig gepubliceerd in 1854 door Costa.

## Synoniemen
- Orellia bucchichi Frauenfeld
- Carpomyia zizyphae Agarwal & Kapoor)